# 酒井寿和
酒井 寿和（さかい としかず、1971年7月27日 - ）は、日本の空手家。愛知県出身。
JKC全日本フルコンタクト空手コミッション代表。全日本空手審判機構（JKJO）代表理事。
全世界フルコンタクト空手道連盟（WFKO）理事。全日本フルコンタクト空手道連盟（JFKO）副理事長。
新日本総合空手道連合会 武神最高顧問。全日本新武道連盟 桜塾代表。

## 人物・略歴
JKC全日本フルコンタクト空手コミッションを設立しUNIVASに準加盟、スポーツフィールドと提携することにより初めてフルコンタクト空手のインカレを実現させた。スポーツフィールドとの提携をきっかけに吉浦剛史と親交が深くなったとされている。またJKJOの全日本ジュニアの大会は第16回大会から文部科学大臣杯へと変わった。2022年11月20日のインカレと文部科学大臣杯の共催には8,032名が代々木第一体育館に集まった。当日は日本体育大学名誉教授の清原伸彦や元メジャーリーガーの岡島秀樹、北京五輪体操メダリストの沖口誠、女優の石原さとみも応援にかけつけ、他競技や業界を超えて多くの来賓者が訪れた大会となった。大会前の応援ビデオメッセージにも青山学院大学駅伝部監督の原晋や元Jリーガーの村田和哉、東京五輪女子バスケットボールの髙田真希、格闘技界からは那須川天心、武藤敬司、京口紘人も酒井を応援した。
JKC全日本フルコンタクト空手コミッションは名誉会長に内閣総理大臣の岸田文雄、顧問は国務大臣である河野太郎が務めている。その他に京阪電気鉄道株式会社代表取締役の平川良浩や内閣官房副長官の木原誠二も顧問として関わっている。
令和5年2月1日付けでWKO世界組手連盟JAPANから除名される。